# Дом отдиха (Волгоградська область)
Дом отдиха (рос. Дом отдыха) — селище у Калачевському районі Волгоградської області Російської Федерації.
Населення становить 104  особи. Входить до складу муніципального утворення Калачевське міське поселення.

## Історія
Селище розташоване у межах українського історичного та культурного регіону Жовтий Клин.
Згідно із законом від 20 січня 2005 року № 994-ОД органом місцевого самоврядування є Калачевське міське поселення.

## Населення
| 2010 | 2014 | 2016 | 2017 |
| ---- | ---- | ---- | ---- |
| 109  | ↘104 | →104 | →104 |